# Kōsei Tani
Kōsei Tani (jap. 谷 晃生 Tani Kōsei; ur. 22 listopada 2000 w Sakai) – japoński piłkarz występujący na pozycji bramkarza w japońskim klubie Shonan Bellmare do którego jest wypożyczony z Gamby Osaka, której jest wychowankiem. Młodzieżowy i seniorski reprezentant Japonii. Olimpijczyk z Tokio.